# Jan Deyl
Jan Deyl (24. června 1855 Vysoké Veselí – 16. února 1924 Praha) byl český lékař – oftalmolog, profesor Univerzity Karlovy. Angažoval se v sociálních a dobročinných projektech, např. roku 1910 založil „Deylovu výchovnu slepých“ (dnes Konzervatoř Jana Deyla), v roce 1912 byl jmenován předsedou České zemské komise pro péči o mládež, za první světové války spoluzakládal charitativní organizaci České srdce a obětavě pomáhal raněným vojákům. Byl zvolen za člena sboru obecních starších a městské rady v Praze. V odborných spisech se věnoval vztahu očních nemocí k dalším chorobám. Byl oceňovaný pro své odborné znalosti, plodnou literární tvorbu i hluboké sociální cítění.

## Život

### Studium a lékařská praxe
Narodil se 24. června 1855 (v některých zdrojích uváděno datum 25. června) ve Vysokém Veselí. Navštěvoval obecnou školu v rodné obci a v Poděbradech, gymnázium v Jičíně a lékařskou fakultu ve Vídni a Praze. Na doktora medicíny byl promován 16. července 1880.
Po promoci se nejprve připravoval pro povolání praktického lékaře. Pracoval v královském zemském ústavu choromyslných a v několika odděleních všeobecné nemocnice. V letech 1883–87 byl asistentem na oční klinice prof. Schöbla. Roku 1887 se habilitoval na docenta očního lékařství na české univerzitě. Uskutečnil několik stáží – v Berlíně, Göttingenu, Marburgu, Giessenu, Štrasburku, Heidelbergu, Würzburgu, Mnichově a Paříži. Po návratu založil na české poliklinice ordinaci pro oční nemoci.
Roku 1893 byl jmenován mimořádným profesorem. Roku 1896 navštívil ze studijních důvodů Švédsko a o rok později Rusko. V roce 1902 se stal řádným profesorem očního lékařství, přednostou oční kliniky a přednostou očního oddělení ve všeobecné nemocnici.

### Veřejná činnost
Deyl se aktivně účastnil veřejného života, zejména v sociální, zdravotní a humanitární oblasti. Byl zvolen za člena sboru obecních starších a roku 1910 rovněž do pražské městské rady. Stal rovněž viceprezidentem Společnosti Musea království Českého.
Roku 1909 spolu s profesorem J. Čelakovským a poslancem J. Anýžem založil Zemský spolek pro výchovu a opatřování slepých. Jako předseda tohoto spolku pak následujícího roku (od 1. října 1910) zajistil otevření ústavu („Deylovy výchovny“) na Maltézském náměstí na Malé Straně. Jejím cílem bylo, pomoci zrakově postiženým získat řemeslné dovednosti, aby nemuseli pro svou obživu žebrat. Přijímala 7–12leté děti, které se pro vadu zraku nemohly naučit číst, ale jinak byly vzdělavatelné, tělesně a duševně zdravé. Ústav se postupem času orientoval na výuku hudby; dnes působí pod názvem Konzervatoř a střední škola Jana Deyla, příspěvková organizace.
Spolek pod Deylovým vedením založil téhož roku také Chorobinec pro slepé dítky, určený pro nevzdělavatelné slepé děti s duševní poruchou, a Podpůrný fond, z něhož měla být v budoucnu financována pomoc absolventům výchovny.
V roce 1912 byl jmenován předsedou České zemské komise pro péči o mládež. V jejím rámci pak následujícího roku otevřel ústřední chorobinec pro nevyléčitelné a nevzdělavatelné děti, výchovnu pro mravně vadnou mládež v Jilemnici a ozdravovnu v Toušeni.
Za první světové války spoluzakládal dobročinnou organizaci České srdce. Na klinice obětavě zachraňoval zrak zraněným vojákům. Byl rovněž činný v Zemské ústředně pro vracející se vojíny, kde pomáhal zajišťovat pomoc pro osleplé.
Byl rovněž předsedou Klárova ústavu pro slepé, místopředsedou Útulny pro slepé dívky na Kampě a místopředsedou Spolku pro slepecký tisk.
Byl rovněž nadšeným myslivcem. Své kolegy ošetřoval zdarma, a na podzim 1923 v rožmitálských lesích zastřelil tři jeleny.

## Závěr života a ocenění
Na přelomu let 1923 a 1924 onemocněl angínou a musel se podrobit operaci. Ačkoliv se zdálo, že se poté jeho stav zlepšil, zemřel náhle 16. února 1924 ve svém pražském bytě.
Pohřebního obřadu v panteonu Národního muzea se 20. února 1924 účastnila řada významných osobností, např. ministři Bohdan Bečka, Ladislav Novák, Rudolf Bechyně a Josef Dolanský, poslanec Karel Kramář, rektor František Pastrnek, náměstek pražského primátora Ludvík Vaněk, starosta Sokola Josef Scheiner aj. Církevní obřady vykonal arcibiskup František Kordač. Na Wilsonově nádraží se pak se zemřelým rozloučili chovanci Deylova ústavu. Poté byla rakev převezena vlakem do Vysokého Veselí, kde byla o den později po dalším obřadu uložena do rodinné hrobky.
Prof. Jan Deyl byl velmi oceňovaný pro svou vědeckou a humanitární činnost. První sjezd českých „okulistů“ v roce 1911, který organizoval, mu vyslovil ocenění za úspěšné vedení oční kliniky, kterou převzal ve velmi nepříznivých podmínkách, a položení pevných základů české oftalmologie. Pražská městská rada mu udělila zlatou záslužnou medaili. Skladatel Karel Weis uznale vzpomínal na jeho mimořádnou intuici, se kterou dokázal vystihnout skutečný problém pacienta, ale i jeho smysl pro humor a citlivý přístup k lidem. Za války Deyl obětavě pomáhal zraněným vojákům (viz výše), neváhal ale také finančně přispět potřebným. Jak uvedl jeden z nekrologů, žil jen dobru a lásce a vedle bohatě naplněného vědeckého odkazu si získal vděčnost a úctu národa.
Určitou kontroverzi vyvolal zpočátku svými pedagogickými názory. Podle něj měli chovanci jeho ústavu získat vzdělání pouze na úrovni dvou nebo tří tříd základní školy, protože by si po získání větších znalostí mohli zbytečně uvědomit vlastní bezmocnost ze slepoty. Kvůli tomuto postoji, rozšířenému v té době mezi mnoha učiteli, se dostával do konfliktu se školním inspektorem Zemanem. Díky úsilí pedagogů, kteří zajišťovali běžný provoz, se ale nakonec věnovala vzdělávání dostatečná péče.

## Dílo
Deyl je autorem řady vědeckých prací, publikovaných v Čechách i v zahraničí, samostatně i v časopisech. Zaměřil se v nich především na vztahy očních nemocí k chorobám v jiných částech těla. Zabýval se např. vlivem tabáku, alkoholu a příjice na oko. Jeho články vycházely především v Časopise českých lékařů a Rozpravách akademie.
Redigoval časopis Deylův obzor. Přispíval do Ottova slovníku naučného.
Samostatně vyšly např. jeho práce:
- O poměru příjice k oku (1887)
- O tupozrakosti alkoholové a tabákové (1891)
- O kystách na okraji víček očních (1893)
- Pokusy s pseudotuberkulosou zvlášť na oku (1893)
- O ochraně oka (1901)
- Návod pro ošetřovatele válečných poranění očních (1914)
- O vývoji čivu zrakového u kostnatých ryb (1915)
- Zevní choroby oční (vyšlo posmrtně 1925 s pozdějšími reedicemi; spolupracovali Otakar Lešer a Záboj Bruckner)